# Polizei-Regiment Mitte

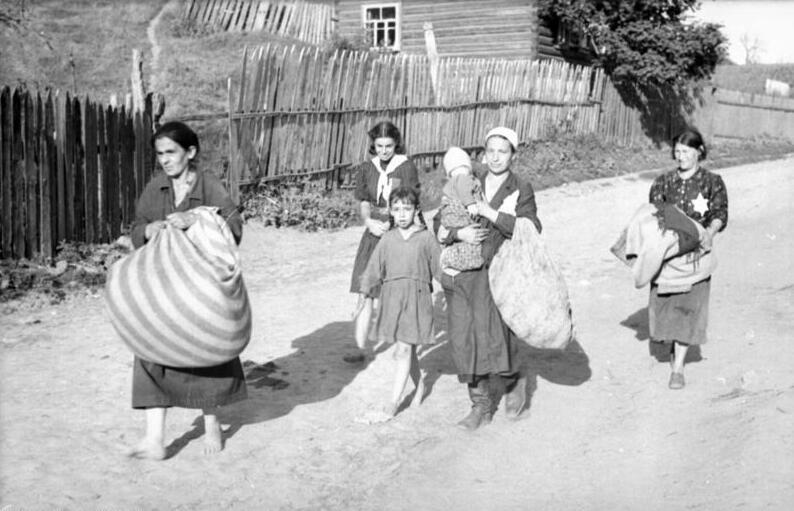
Propaganda Truppen der Wehrmacht fotographieren jüdische Frauen und Kinder in Mogilew, Juli 1941. Sechstausend Juden aus Mogilew wurden von SS-Einheiten und Angehörigen des Polizei-Bataillon 316 und 322 im Oktober 1941 ermordet.

Das Polizei-Regiment Mitte war ein großer Verband der Ordnungspolizei (uniformierte Polizei) während des Zweiten Weltkriegs. Während des Unternehmens Barbarossa war der Verband der SS unterstellt und war im Hinterland der Heeresgruppe Mitte in den vom Deutschen Reich besetzten Gebieten der Sowjetunion eingesetzt. Mitte 1942 wurden die Ordnungstruppen neu gegliedert und die vorher zum Regiment gehörenden Polizei-Bataillone anderen Verbänden zugeordnet. Gleichzeitig wurde der Verband in '''SS-Polizei-Regiment 13''' umbenannt.
Durch die Zusammenarbeit mit den Einsatzgruppen und der SS-Kavalleriebrigade war der Verband im Rahmen des deutschen Vernichtungskriegs im Osten an Massenmorden und grundsätzlich durch eigene Handlungen auch an großen organisierten Kriegsverbrechen und Verbrechen gegen die Menschlichkeit gegenüber der sowjetischen Zivilbevölkerung beteiligt. Der britische Geheimdienst erlangte bereits im Juli 1941 umfassende Kenntnis über die Operationen des Regiments, doch wurden die Erkenntnisse mit der Begründung der britischen nationalen Sicherheit erst im Jahr 1993 öffentlich bekannt gegeben.

## Hintergrund und Aufstellung

### Ordnungspolizei
Die deutsche Ordnungspolizei (uniformierte Polizei) war ein zentrales Instrument des Sicherheitsapparats des nationalsozialistischen Deutschen Reichs. In der Vorkriegszeit arbeiteten Heinrich Himmler, der Chef der SS, und Kurt Daluege, Chef der Ordnungspolizei, zusammen, um die Polizei der Weimarer Republik in militarisierte Formationen umzuwandeln, die bereit waren, den Eroberungs- und Rassenvernichtungszielen des Regimes zu dienen. Polizeieinheiten nahmen an der Annexion Österreichs und der Besetzung der Tschechoslowakei teil. Die Polizeitruppen wurden in Vorbereitung auf den Angriff auf Polen in Formationen in Bataillonsstärke gegliedert. In Polen kamen die Einheiten dann bei Sicherungs- und Polizeioperationen zum Einsatz. Sie waren aber auch schon an Hinrichtungen und Massendeportationen beteiligt.
Für den Angriff auf die Sowjetunion im Jahr 1941 wurden dreiundzwanzig Bataillone der Ordnungspolizei bereitgestellt. Davon wurden 9 den Sicherungs-Divisionen der Wehrmacht zugeteilt und je drei Bataillone wurden für den Rückwärtigen Raum der jeweiligen Befehlshaber des Rückwärtigen Heeresgebietes vorgesehen. Von zwei weiteren Bataillonen war eines für den Einsatz gemeinsam mit den Einsatzgruppen der Sicherheitspolizei und des SD, die als Tötungskommandos zum Einsatz kommen sollten, und eines als Unterstützung für die Baukommandos der Organisation Todt vorgesehen. Insgesamt zwölf Bataillone wurden zu jeweils drei Bataillonen mit einer gemeinsamen Führung als Regimenter zusammengefasst. Hierdurch entstanden die Polizei-Regimenter Nord, Mitte, Süd und zur besonderen Verfügung.
Polizeieinheiten, die gemeinsam mit den Sicherungs-Divisionen der Wehrmacht und den Einsatzgruppen der SS zum Einsatz kamen, waren umfassend motorisiert worden. Die in den Regimentern zusammengefassten Verbände verfügten nur über eine Kraftfahrstaffel für Transportzwecke. Die Verbände der Ordnungspolizei sollten im Hinterland der Front für Sicherheit sorgen, indem versprengte Soldaten gefangen genommen und kleinere Widerstandgruppen bekämpft werden sollten. Sie hatten Kriegsgefangenenlager zu bewachen und Transport- und Kommunikationslinien sowie Industrieanlagen zu schützen. Entsprechend der Anweisung von Daluege gehörte jedoch auch der Kampf gegen kriminelle Elemente, insbesondere politische Gegner hinzu.

### Aufstellung
Das Polizei-Regiment Mitte wurde im Juni 1941 mit der Unterstellung des Polizei-Bataillon 307, Polizei-Bataillon 316 und Polizei-Bataillon 322 mit jeweils etwa 550 Mann gebildet. Diese Bataillone wurden aus Polizei-Reservisten zusammengestellt, die aus den Jahrgängen 1905–1915 mobilisiert worden waren. Diese Verbände wurden von Berufspolizisten geführt, die stark von der Ideologie des Nationalsozialismus durchdrungen waren, von Antisemitismus und Antibolschewismus getrieben waren. Die Führung des Regiments übernahm Max Montua, ebenfalls ein Berufspolizist.
Als das Regiment den deutschen Frontverbänden folgend die deutsch-sowjetische Grenze überschritt, gelangte der Verband in den Verantwortungsbereich des Höheren SS- und Polizeiführer (HSS-PF) Erich von dem Bach-Zelewski bei der Heeresgruppe Mitte, der nun den Einsatz der Kräfte der Ordnungspolizei in diesem Bereich führte.

## Einsatzgeschichte

### Frühe Mordoperationen
Am 8. Juli traf sich Heinrich Himmler im Hauptquartier des Regiments in Bialystok mit dem Kommandeur des Befehlshaber des Rückwärtigen Raums der Heeresgruppe Mitte, Max von Schenkendorff. Er wurde von Daluege begleitet und vor Ort waren auch Montua, Bach-Zalewski und die Masse der Offiziere des Regiments zugegen. Himmler äußerte sich kritisch darüber, dass bisher zu wenige Juden zusammengetrieben seien und forderte die Anwesenden dazu auf, die örtlichen Anstrengungen zu verstärken. Es ist anzunehmen, dass Himmler mehr Tötungen befohlen hat, da unmittelbar nach diesem Zusammentreffen eine ganze Serie von Tötungsaktionen erfolgten.
Am Abend des 8. Juli war eine Kompanie des Polizei-Bataillon 322 an den Erschießungen von 1000 Juden, die von der Einsatzgruppe B organisiert war beteiligt. Ab dem 9. Juli war das Polizei-Bataillon 307 an einem Massaker an einer großen Zahl (Schätzungen variieren zwischen 4000 und 6000) von jüdischen Männern, Russen und Weißrussen in der Nähe von Brest-Litowksk beteiligt. Diese Mordoperation bei der auch Angehörige der 162. Infanterie-Division beteiligt waren, zog sich über mehrere Tage hin.
Am 10. Juli besuchte Daluege das Regiment und hielt vor den angetretenen Männern eine Rede, bei denen er sie und ihr Handeln als ein „Segen für Deutschland“ lobte und erklärte es sei wichtig den „Bolschewismus zu vernichten“.
Bei einer Besprechung mit seinen Bataillonskommandeuren gab Montua am 11. Juli einen vertraulichen Befehl von Bach-Zalewski bekannt, dass alle Juden, die man „wegen Plünderung verurteilt habe“, erschossen werden sollen, noch am selben Tag gab es eine Exekution.
Um den 11. Juli waren die Polizei-Bataillone 316 und 322 bei einer Tötungsoperation an jüdischen Männern aus Bialystok beteiligt, wobei die Opfer in einem Wald nahe Bialystok erschossen wurden.
Am 17. Juli war das Regiment an der Tötung von 1100 jüdischen Zivilisten in Slonim beteiligt und Bach-Zalewski meldete am 18. Juli an Himmler: „Gestrige Säuberungsaktion in Slonim durch das Polizeiregimentszentrum. 1153 jüdische Plünderer wurden erschossen.“
Die Meldung vom 20. Juli meldete der Verband die Exekutionen von jüdischer Frauen und Kinder.
Ende August war das Polizei-Bataillon 322 nach der Verlegung nach Minsk am 1. September bei der Unterstützung der Einsatzgruppe B mitverantwortlich für die Ermordung einer größeren Personengruppen, von denen 290 jüdische Männer und 40 jüdische Frauen waren.

### Eskalation der Gewalt

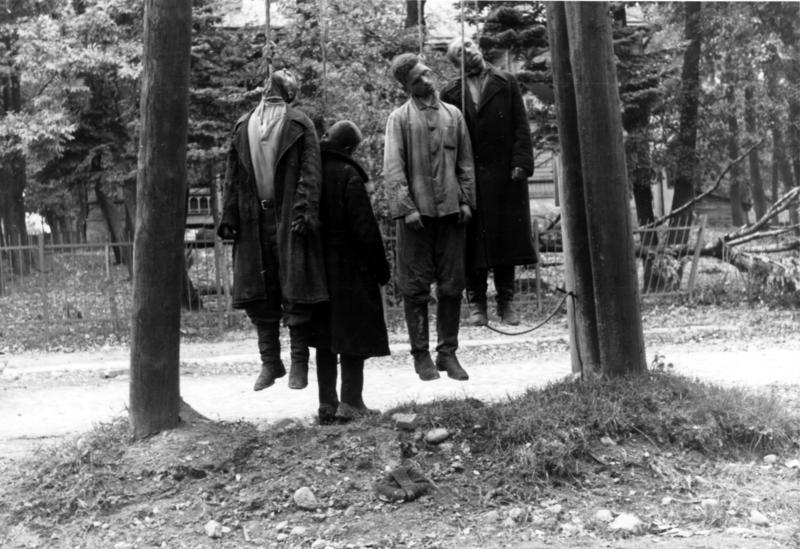
Opfer, die in der Sowjetunion von der Polizei gehängt wurden, August/September 1941

Im September 1941 nahm die Regimentsführung an der Mogiljow-Konferenz teil, die von General Max von Schenckendorff, dem Kommandeur des Rückwärtigen Heeresgebiet Mitte einberufen wurde. Montua war für die Planung und Logistik des Treffens verantwortlich. Zum Umfang der Veranstaltung gehörten drei Feldübungen. Am zweiten Konferenztag fuhren die Teilnehmer zu einer nah gelegenen Siedlung. Hier führte eine Kompanie des Polizei-Bataillons und SD-Männer vor, wie ein Dorf eingekreist und abgeschirmt wurde. In der Übung wurden, laut Einsatzbericht, keine „Ortsfremden“ und „Partisanen“ angetroffen. Bei der Überprüfung der Dorfbevölkerung wurden einundfünfzig jüdische Zivilisten identifiziert, von denen dann zweiunddreißig erschossen wurden.
Am 2. Oktober 1941 waren die Polizei-Bataillone 322 und 316 gemeinsam mit der Stabs-Kompanie von Bach-Zalewski und weiteren ukrainischen Hilfstruppen bei einer Razzia im Ghetto von Mogiljow im Einsatz. An diesem Tag wurden bei der Razzia fünfundsechzig Personen getötet. Am darauffolgenden Tag wurden 550 Personen aus dem Ghetto hingerichtet. Angehörige des Bataillons waren im weiteren Verlauf des Oktober an Exekutionen von Juden, Kommunisten und als Partisanen bezeichneten Personen im Raum Mogiljow beteiligt. Der Kommandeur der für diese Aktionen verantwortlichen Einheit erhielt nach Abschluss der Operationen das EK 2. Klasse. Noch im Oktober unterstützten die Polizei-Bataillone 316 und 322 das Einsatzkommando 8 und ermöglichten dabei die Zahl der Opfer der Tötungsaktionen im Raum Mogiljow auf 6000 zu erhöhen.
Am 7. und 8. November 1941 beteiligte sich das Polizei-Bataillon 316 an einer Tötungsaktion der jüdischen Bevölkerung von Bobruisk. Die Bewohner des Ghettos von Bobruiks wurden zusammengetrieben und auf Lastkraftwagen verladen. Mit den Fahrzeugen wurden sie zum Dorf Kamenka gebracht, wo an einem zu diesem Zweck ausgehobenen Graben die Erschießungen durchgeführt wurden. Dabei wurden etwa 5281 Menschen durch Angehörige des Bataillons und die Männer des Einsatzkommando 8 ermordet.

### Spätere Geschichte
Im Dezember 1941 waren die deutschen Streitkräfte bei der Schlacht um Moskau geschlagen worden und das Polizei-Regiment wurde aus dem Hinterland an die Front geschickt, um die deutschen Linien zu verstärken, was Bach-Zalewski mangels Personal die Möglichkeit zur Fortführung seiner Aktionen nahm.
Das Polizei-Bataillon 307 wurde beispielsweise am 20. Dezember in der Nähe von Kaluga eingesetzt und bis März schrumpfte es bis auf 60 einsatzbereite Männer zusammen. Die beiden anderen Polizei-Bataillone waren nicht direkt in der Frontlinie, sondern dahinter mit Wach- und Sicherungs-Aufgaben betraut und nicht so stark an den Kampfhandlungen beteiligt.  Der Kommandeur des Regiments, Montua, wurde nach Deutschland beordert und Übernahme einen neuen Dienstposten in einer SS- und Polizei-Ausbildungseinheit. Sein Nachfolger wurde am 1. Dezember der Oberst der Polizei Walter Schimana. Der für die Operationen verantwortliche Bach-Zalewski wurde vorübergehend seines Kommandos enthoben und zur Genesung nach Deutschland geschickt.
Um Mai–Juni 1942 wurden die Bataillone des Regiments ausgetauscht und neu unterstellt wurden Polizei-Bataillon 6, Polizei-Bataillon 85 und Polizei-Bataillon 301. Diese wurden nunmehr als I./, II./ und III. Bataillon/Polizei-Regiment Mitte bezeichnet Im Juli wurde das Regiment schließlich in Polizei-Regiment 13 umbenannt.

## Entschlüsselungen durch den britischen Geheimdienst
Meldungen über die mörderischen Einsätze seines Regiments, der Einsatzgruppen und der SS-Kavallerie-Brigade wurden von Bach-Zalewski regelmäßig über Funk an seine vorgesetzte Dienststelle übermittelt. Ohne, dass man auf deutscher Seite Kenntnis darüber hatte, war es der Abteilung MI6 des britischen Geheimdienst gelungen die abgefangenen Funksprüche zu decodieren. Die Codeknacker im Bletchley Park hatten es als Teil des Projekts ULTRA zur Entschlüsselung gegnerischen Funkverkehrs, geschafft die Nachrichten zu entschlüsseln.
Der Leiter des britischen MI6, Stewart Menzies, gab die entschlüsselten Meldungen direkt an den britischen Premierminister Winston Churchill weiter. Die erste entschlüsselte Nachricht war die Meldung vom 18. Juli über die Tötungsoperation des Polizei-Regiments in Slonim. Auch Ende Juli und Anfang August wurden vergleichbare Berichte abgefangen. Winston Churchill war entsetzt über den Umfang der Gräueltaten und hielt am 24. August eine Rundfunk-Ansprache. In dieser erklärte er:
Ganze Landkreise werden entvölkert (…) Zu Zehntausenden exekutieren deutsche Polizisten die sowjetischen Patrioten, die ihre Heimat verteidigen. Seit der Invasion der Mongolen in Europa hat es nie wieder ein derart methodisches und gnadenloses Gemetzel in einem solchen Ausmaß oder auch nur annähernd so schlimm gegeben. Wir haben es mit einem unvergleichbaren Verbrechen zu tun.
Vom 27. August 1941 an lieferte Bletchley Park täglich eigens vorbereitete, geheime Berichte über die Aktivitäten der deutschen Polizeitruppen. Der britische Geheimdienst hatte demnach zu diesem Zeitpunkt bereits detaillierte Informationen über die Aktionen von Bach-Zalewskis Einheiten und denen von Friedrich im Hinterland der Heeresgruppe Süd. Am 12. September wurde die Verschlüsselung der deutschen Polizeiverbände geändert und am nächsten Tag wurde alle SS-Offiziere angewiesen, keine Meldungen mehr über Funk zu übertragen. Die britische Dechiffrierer erstellten später Monatsberichte, aus denen die Verbrechen der deutschen Einheiten eindeutig und detailliert zu entnehmen waren.

## Verbleib der Bataillone
Das Polizei-Bataillon 307, 316 und 322 wurden anderen Regimentern zugeteilt und waren weiter mit Sicherungsaufgaben („Bandenbekämpfung“) betraut und in der Unterstützung der Mordaktionen eingesetzt. So wurde das Polizei-Bataillon 307 dem Polizei-Regiment 23 zugeteilt und nahm am Unternehmen Sumpffieber in Weißrussland teil. Die Polizei-Bataillone 316 und 322 wurden nach Slowenien verlegt, wobei das Polizei-Bataillon 316 letztlich dem Polizei-Regiment 4 in Frankreich zugeführt wurde und nur das Polizei-Bataillon 322 in Slowenien dem Polizei-Regiment 5 unterstellt wurde. Der ehemalige Kommandeur des Regiments, Montua, beging im April 1945 Selbstmord.
Die Ordnungspolizei als Ganzes war von den Alliierten im Gegensatz zur SS nicht zur verbrecherischen Organisation erklärt worden, und ihre Mitglieder konnten sich weitgehend unbehelligt wieder in die deutsche Gesellschaft integrieren, viele kehrten in den Polizeidienst in Österreich und Westdeutschland zurück. Angehörige des Polizei-Bataillon 322 wurden in den 1960er Jahren von den westdeutschen Behörden befragt. Ein Angehöriger des Bataillons erklärte:
"Der Begriff 'Partisanenkampf' ist streng genommen eine völlig irreführende Bezeichnung. Wir hatten kein einziges Gefecht mit Partisanen, nachdem wir Mogiljow verlassen hatten. ... Tatsache war, dass es reichte ohne Personalausweis angetroffen zu werden, um verhaftet oder hingerichtet zu werden."
Das britische ULTRA-Programm blieb aus Gründen der nationalen Sicherheit Großbritanniens nach dem Ende des Zweiten Weltkriegs geheim und die Erkenntnisse aus der Decodierung zu den Aktivitäten der deutschen Sicherheits- und Polizeitruppen während des Krieges wurden nicht an die Verbündeten weitergeben. Infolgedessen wurde diese Erkenntnisse bei den Nürnberger Prozessen zu deutschen Kriegsverbrechen und Verbrechen gegen die Menschlichkeit nicht verwendet. Erst 1993 wurden die Protokolle veröffentlicht.

## Weitere Literatur
- Wolfram Wette: The Wehrmacht: History, Myth, Harvard University Press, Cambridge, 2007, ISBN 978-0-674-02577-6